# 峇吉里
峇吉里是马来西亚柔佛州麻坡县的一个鎮區，位於聯邦24號公路一部分的峇吉里路（Jalan Bakri）两侧。峇吉里是麻坡市区外的一个新兴商业区，有许多住宅区、车行、及小行工业。当地人口約人口約30,280人，以华人占多，最大氏族為“杜”氏。

## 歷史
峇吉里原稱甘榜爪哇(Kampung Jawa)。在峇吉里路（Jalan Bakri）於1869年建造後，在1890年，柔佛州外交部長拿督莫哈末沙烈(Dato' Mohd Salleh bin Perang)更改地區名稱為峇吉里（Bakri）。“Bakri” 一詞據說源自柔佛州蘇丹阿布巴卡（Abu Bakar）的名字，是拿督穆罕默德沙烈賓普朗獻給他的名字或別名，作為其生日禮物。

## 巴口
巴口是一座位於峇吉里東的華人新村，距离麻坡市中心约八公里。

### 歴史
在英殖民時期，為隔絕當地華裔民眾與馬來亞共產黨（簡稱馬共）之間的關係，政府在巴口建立了华人新村。现今，巴口已发展成一座小镇，并有一些小型工业。根据前村长李宝平透露，“巴口”名称源於当年新村只有一条建有数十间店铺的大街，专门经营收购土产和售卖日常用品，因此形成了一个“吐纳口”，故被称为“巴口”。
巴口新村有15条街道以华人命名，其中3条是将原有的道路易名，分别为黄和烈路（原名Jalan Balai Raya）、谢丽水路（原名Jalan Ramai）和吕汶远路（原名Jalan Durian）。至于其他路名则包括了黄龙沼路、杜丕明路、吕岱锳路、何君铨路、杜德梅路、李峇才路、林子忠路、郑名仁路、吴康健路、吕尚蔗路、许牡丹路及侯来团路。这些路名是因益华村多条道路开拓时没有名字，早期在巴口村委会及当地政党组织的争取下，获批准以华裔领袖来命名。
2018年，柔佛州政府正式将巴口镇以东的园丘地段开发为麻坡家具城，占地1000亩，会将县内的非法家具厂迁移至此以解决非法占地问题。同时家具城未来计划将会设有通往巴莪大学城的公路，使驾驶人士可从巴力士隆更快抵达巴莪（和前往拟建中的隆新高铁麻坡站），无需经过麻坡市区。

## 設施
巴口-麻坡機場

### 教育
- 武吉南寧國中
- 敦依斯邁國中
- 巴力再因國小
- 亞依淡峇都國小18，麻坡
- 亞依淡峇都國小
- 勤德學校（華小）
- 辅南小学（華小）
- 育英小学（華小）

### 宗教
- 仙公山[3]
- 白鳳宮[4]
- 真人宮
- Masjid As-Syakirin

### 商業
- MR.DIY
- 宜康省

## 交通

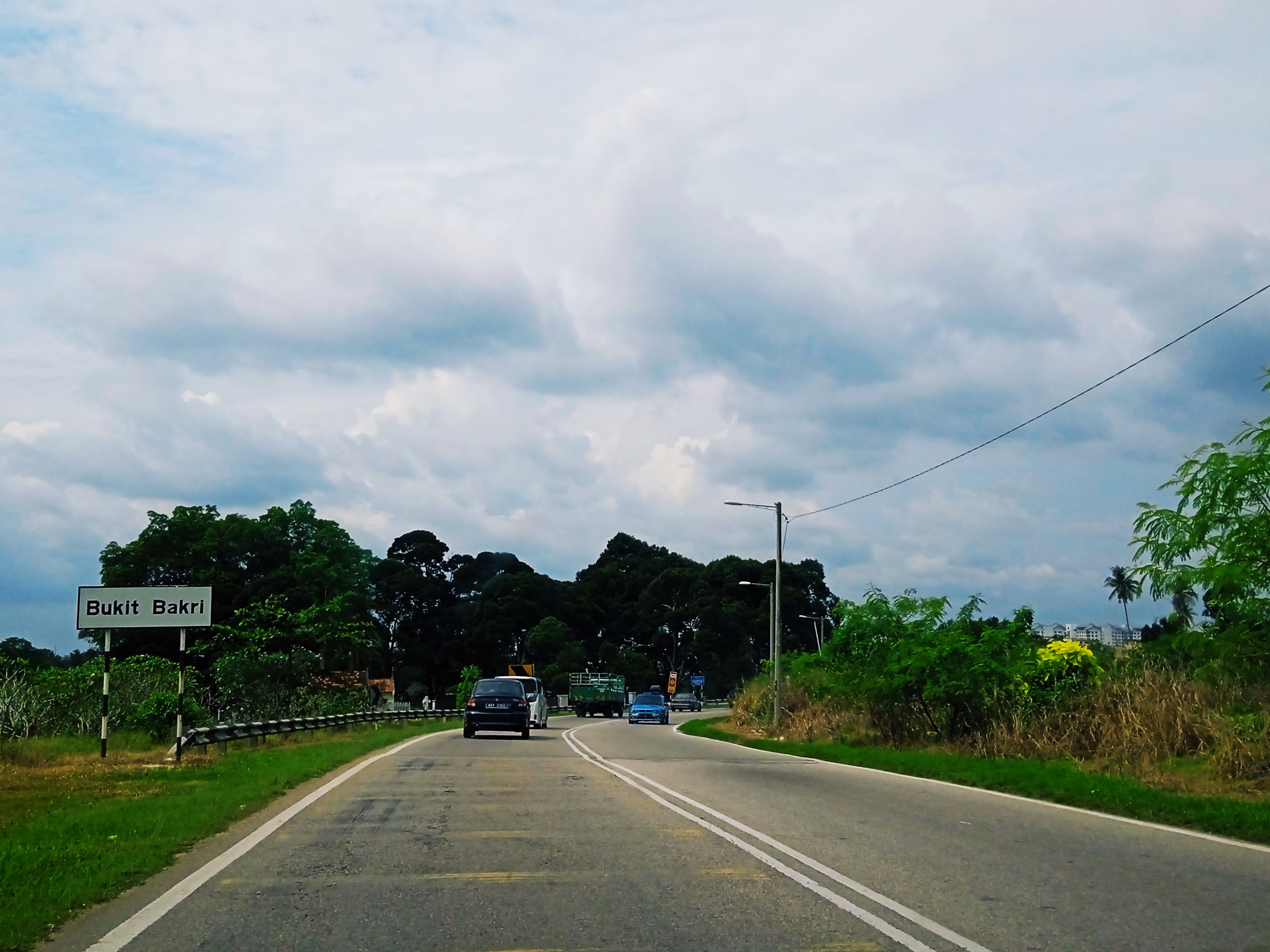
聯邦24號公路（峇吉里路段）上刻有Buki Bakri（巴口）的路牌

- 駕車沿聯邦24號公路到達